# Притули

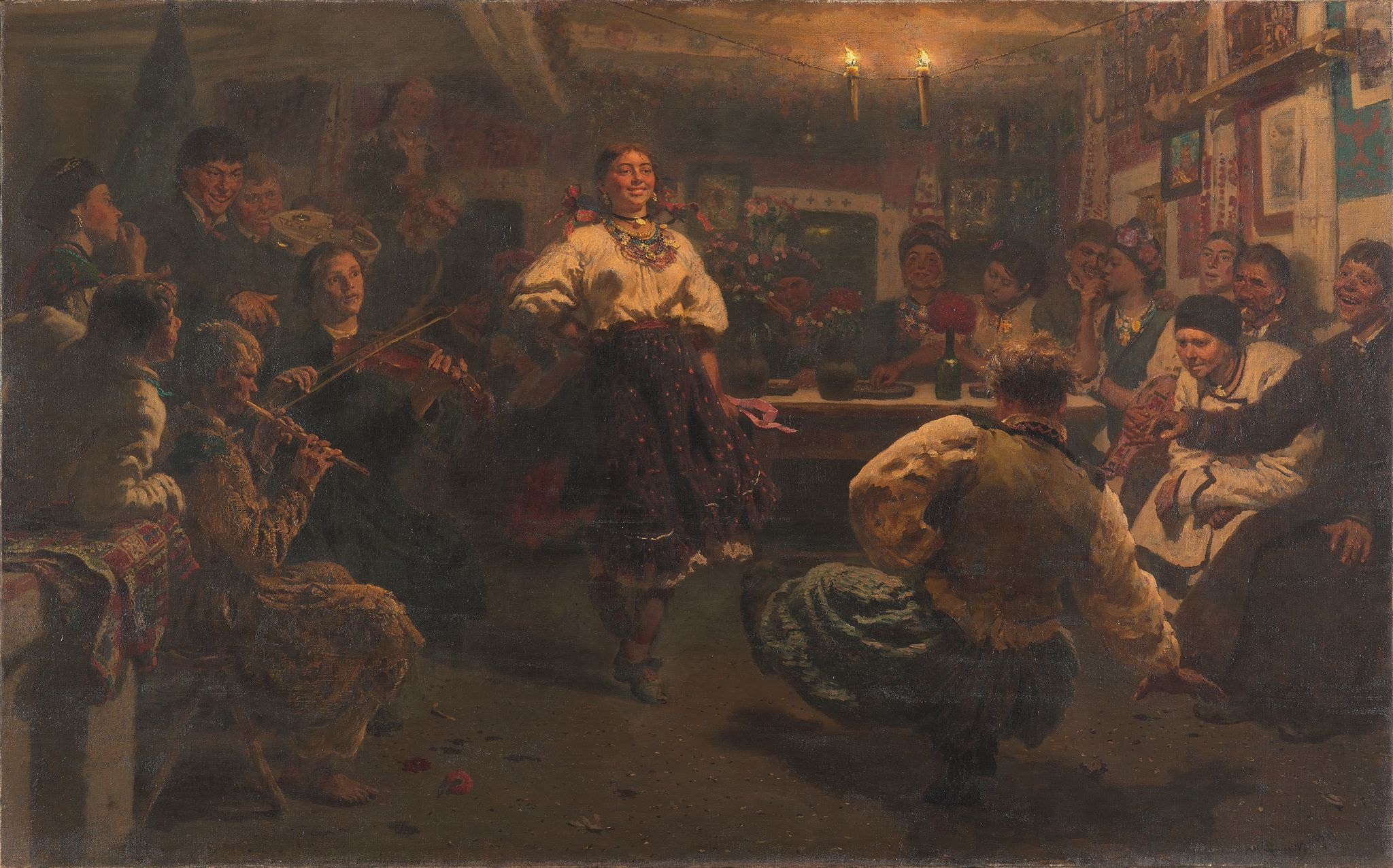
І.Рєпін: Вечорниці. Олія на полотні. (1881)

Притули, гра у «притули» — давньоукраїнська дошлюбна сексуальна практика неодружених парубків і дівчат, умовою якої було збереження дівочої пліви. Найчастіше відбувалася під час вечорниць.
Якщо в народних піснях йдеться про «спання» неодружених, це не означає, що тут практикувалися любощі із повним проникненням. Особливого поширення набули ці забави на Поліссі, Полтавщині, Харківщині, Чернігівщині, Слобожанщині, в регіонах, де вечорниці мали найвиразніші і найповніші форми.

## На вечорницях
На вечорниці молодь винаймала хату, дівчата приносили частування, рукоділля та свічки, хлопці — горілку, музику та солому. Через посланців пари домовлялися про спільне ночування і, лише догоряли свічки, вкладалися на соломі — починалися «притули», що включали обійми, поцілунки, петинг. Таке спільне спання не зобов'язувало до стосунків, пари на ранок могли розпадатися.
Відсутність спідньої білизни додавала грі пікантности. Хлопці просили «вмочити кінчика», що стало іншою назвою гри — через часткове обережне введення (мочання) пеніса до вагіни з метою сексуального задоволення. При цьому вкрай важливим було не зруйнувати гімен, адже цнота в тодішньому суспільстві дуже цінувалася. Під час «мочання кінчика» хлопці вчилися «висмикувати» в потрібний момент, викидаючи сім'я в «шмату». Такі забави відбувалася під наглядом старшої жінки — «досвіткової матки» — зазвичай, вдови, в котрої й винаймали хату на вечірку.

Етнограф Марко Грушевський, у праці «Дитина у звичаях і віруваннях українського народу», записав: 
|  | Він вилазить на неї і стулюють тоді вони животи з животами. І дужче б що робили, та бояться слави. І бояться, щоб не «пробить», щоб та перегородка не знищена була, а через те і згублена честь дівоча. Більш нічого і не роблять, а тіко граються, усе він здержується, щоб не пробить таки, а тіко трошки так собі вмочить у неї, а плоть як сходить з його, то не впускать у неї. І так усі грають в іграку оцю, і всі так здавна знають, що грать у неї можна, поки не поберуться собі». |

Через недосвідченість молоді такі ігри були небезпечними для дівчат, позаяк часто закінчувалися повноцінним сексом та вагітністю. Іноді хлопці, змовившись, ошукували недосвідчену дівчину, видаючи повноцінний секс за «притули», й по черзі вступали з жертвою в сексуальні стосунки. При цьому відмовлятися від «притул» було неґречно — над такою дівчиною кепкували однолітки, можна було відшити потенційних женихів.

## Різновиди притули
«Притули» були різних видів, наприклад, збоку, коли ноги дівчини зведені разом, а хлопець треться пенісом об вульву. Існувала поза «чоловік зверху». Найнебезпечнішим видом були пестощі поміж розведених колін. Тоді дівчина мала бути дуже пильною, аби зберегти цноту.

## Ставлення в суспільстві
Дії, що не призводили до дефлорації, в тому числі й часткове проникнення, вважалися етичними та не засуджувалися. Дівчину ж, котра втратила цноту до шлюбу, називали «покриткою». В українській традиційній культурі простежуються подвійні стандарти: з одного боку дівчину виховували в патріархальному дусі, вимагаючи покірности, скромности та збереження цноти. З іншого боку, батьки підтримували спільне з хлопцями спання, допускали самостійність у виборі партнера для спільної ночівлі, при цьому обов'язковою умовою було дотримання цнотливости. Традиції спільного дошлюбного спання в українській культурі почали занепадати після приходу радянської влади і остаточно зникли після Другої світової війни.